# Dorycnium
Dorycnium és un gènere de plantes de la família Fabaceae que inclou espècies de mates i arbustos, alguns dels quals són coneguts com a botges, guixoles o socarrells, tot i que amb aquests noms es coneixen també d'altres mates d'altres famílies.
Diverses espècies es consideren autòctones als Països Catalans:

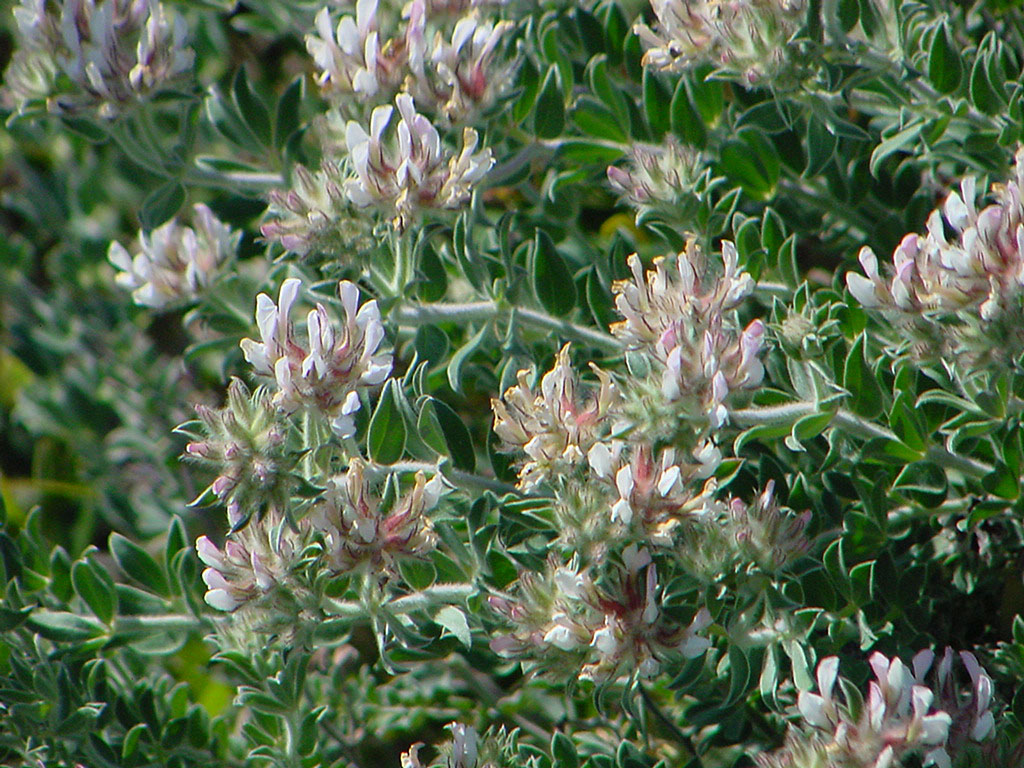
Dorycnium hirsutum

- La botja d'escombres (Dorycnium pentaphyllum) és una planta més o menys llenyosa molt ramificada i grisa, de fins a 1,5 metres d'alçada. Fulles oblongo-linears sèssils palmaticompostes (d'on prové el nom de l'espècie pentaphyllum = cinc fulles) Flors blanques reunides en glomèruls, floració maig i juny. Llegum globulós de 3-5 mm.

Les botges són plantes distribuïdes a la regió mediterrània i zones properes com els Balcans. Als Països Catalans es presenten fins als 1.500 metres, en brolles, garrigues i boscs clars. En sols un poc salins (Empordà, Horta de València, etc.) es fa la subespècie D. pentaphyllum gracile
Tradicionalment se'n feien escombres amb les tiges seques. És una planta molt mel·lífera i té un període de floració llarg, motiva la transhumància de les abelles i fa una mel monofloral molt apreciada.
- La botja peluda (Dorycnium hirsutum) és una altra espècie de color verd i més pilosa que l'anterior.
- La botja recta (Dorycnium rectum) és una espècie de botja més erecta amb les flors rosades o blanques i de llegum retorçat després de la dehiscència de les llavors viu en sòls humits.
- Socarrell alís (Dorycnium fulgurans) prolifera en indrets rocallosos de les costes de Cabrera, Mallorca i Menorca.[1]
- Dorycnium gracile prolifera en garrigues d'arenals marítims de Menorca.[2]